# 한수 (후한)

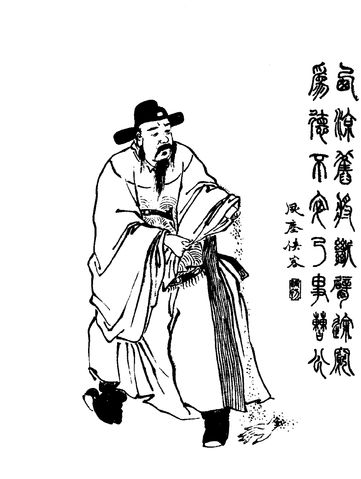

한수(韓遂, 145년 이전? ~ 215년)는 중국 후한 말의 군웅으로, 자는 문약(文約)이며 양주 금성군 사람이다. 관서에서 독자 세력을 구축하여 관중십장 중 한 명이라 일컬어졌으며 중앙 정부와 대립하기도 하고 협력하기도 하였다. 조조에게 토벌되어 처형되었다.
본명은 한약(韓約)이었으나, 종사 시절 양주의 난에 휘말려 타의로 반군에 가담하였고 정부의 현상을 피하고자 개명하였다.

## 변장ㆍ한수의 난
광화 7년(184년), 서량의 강(羌)족이 반란을 일으켜 호(胡)족인 북궁백옥(北宮伯玉)과 이문후(李文侯)를 장군으로 추대했다. 이들은 변장과 한수를 끌어들여 군사들을 지휘하게 했고, 호강교위 영징(伶徵)과 금성태수 진의(陳懿)를 죽였다.
중평 2년(185년) 8월 조정에서는 사공 장온을 거기장군으로 삼아 변장과 한수를 토벌하게 하였다.
당시 장온의 부장으로 참전했던 동탁이 반란군을 상대로 대승을 거두자 한수는 변장과 함께 유중(楡中)으로 달아났다. 장온은 탕구장군(盪寇將軍) 주신에게 이들을 쫓게 했다. 당시 주신의 부장이었던 손견은 반란군의 보급로를 차단하자고 했으나 주신은 듣지 않고 유중성을 공격했다. 그러나 한수와 변장이 거꾸로 토벌군의 보급로를 차단했기 때문에 주신은 물러날 수밖에 없었다.
이후 한수는 변장, 북궁백옥, 이문후를 모두 죽이고 중평 4년(187년) 10만 명을 거느려 농서를 공격했다. 농서태수 이상여(李相如)는 한수에게 항복했다. 양주자사 경비(耿鄙)는 한수를 토벌하려 했으나 적도(狄道)에서 부하에게 배반당해 죽었고, 한수는 한양태수 부섭과 싸워 그를 죽였다. 한수의 세력이 커지자 경비의 부장이던 마등은 한수에게 가담하였다. 한수와 마등은 적도 사람 왕국(王國)을 자신들의 주군으로 추대했다. 상황이 악화되자 조정은 황보숭을 보내 반란군을 진압하게 했다. 황보숭이 반란군을 상대로 연달아 승리하자, 한수는 왕국을 참수한 뒤 머리와 몸을 멀리 이격시켜서 버렸다. 이후 반란군의 인물들이 서로 다투면서 내부 분열로 무너졌다.

## 이각과의 대립
이후 조정에서 동탁이 권력을 잡았다. 동탁에게 반발한 제후들이 연합군을 결성해 공격하자, 동탁은 낙양을 내주고 장안으로 천도했다. 동탁은 자기에게 반발하는 세력들을 무찌르기 위해 한수와 마등에게 장안으로 와 도와줄 것을 청했다. 그러나 초평 3년(192년) 한수와 마등이 장안에 도착했을 때는 동탁은 여포(呂布)에게 살해당하고 이각이 정권을 잡고 있었다. 이각은 한수를 진서장군(鎭西將軍)으로, 마등을 정서장군(征西將軍)으로 임명하고 서량으로 돌려보냈다.
흥평 원년(194년) 마등은 이각에게 식량을 지원해 달라고 했다가 거절당하자 군사를 이끌고 공격하려 했다. 한수는 마등과 이각을 중재하려 했으나, 나중에는 마등과 합세하여 장안을 공격했다. 조정 신하들은 한수와 마등에게 사람을 보내 장안성 안에서 내응하겠다고 전했다. 이각이 곽사·번조와 조카 이리(李利)를 내보내 서량군을 공격하자 한수와 마등은 패배하여 서량으로 물러났다. 한수는 자신을 뒤쫓던 번조에게 동향인이라는 점을 들어 말로써 그를 설득시켰고, 번조는 곧 돌아갔다, 번조는 이 일로 이각에게 죽임을 당했다.
이각은 서량군에게 내응하려던 자들을 죽이고 조정을 움직여 한수와 마등을 사면하는 조서를 내리게 하고 한수를 안항장군(安降將軍), 마등을 안적장군(安狄將軍)으로 삼았다.

## 조조와의 대립
건안 13년(208년) 한수는 의형제까지 맺었던 마등과 사이가 나빠져 서로 원수지간이 되었다. 조정에서는 종요를 보내 둘을 화해하게 하고, 마등을 위위로 임명하여 조정으로 불러들이고 맏아들 마초 편장군(偏將軍)에 임명했다. 마등은 떠나길 원치 않았으나 조정에서 사자를 보내 재촉하자 어쩔 수 없이 업으로 갔다.
건안 15년(210년), 작년에 옹주자사 한단상을 죽인 무위태수 장맹을 공격했고, 장맹이 거느린 관민들까지 한수에게 붙어 오히려 장맹을 공격하여 장맹은 자결했다.
건안 16년(211년), 조조가 종요와 하후연에게 군사를 주고 한중을 공격하게 했다. 이 때문에 익주와 서량에서는 불안해 했는데, 특히 서량에서는 조조가 서량을 정벌하려는 것으로 여겼다. 한수는 마초 등 서량의 장수들과 함께 거병하여 10만 군사를 이끌고 조조를 공격했다.
서량군은 순조롭게 진군하여 장안과 동관을 점령했으나 동관 전투에서 조조는 한수와 마초의 사이를 벌어지게 하기 위해 한수와 만난 자리에서 옛 일만을 이야기할 뿐 전쟁에 관한 말은 하지 않았다. 마초가 한수에게 대화의 내용을 묻자, 한수는 사실대로 대답했다. 그러나 이때부터 마초는 한수가 거짓말한다고 여기고 의심하기 시작했다.
또 조조는 일부러 많은 부분을 고쳐 쓴 편지를 보냈다. 편지를 본 마초는 한수가 조조와 내통한 내용을 숨기려는 것으로 의심하여 서량군의 내부 결속이 무너졌다. 기회를 잡은 조조가 총공격해 오자, 한수와 마초는 대패하고 서량으로 달아났다. 조조는 서량군의 공격에 대한 보복으로 [[212년 마등과 마등의 삼족을 죽였다.
건안 19년(214년), 현친현에 주둔하고 있었는데, 하후연이 한수를 공격하자 한수는 달아났다. 이후 하후연이 한수 휘하 군사들의 가족이 있는 장리(長離)의 강족을 공격하자 한수는 군사를 보내 강족을 돕게 했다. 그러나 하후연은 이들을 격파하고 흥국(興國)의 저(氐)족까지 항복시켰다.
건안 20년(215년), 조조가 직접 저족 공격에 나선 후 항복시켜 상황이 불리해지자, 한수는 그 해 여름에 서량의 장수 국연과 장석(蔣石)에게 죽임을 당했다. 나이는 70여 세였다.

## 삼국지연의
사서가 아닌 소설 삼국지연의에서는 서량군이 이각을 공격한 것이 헌제의 밀조를 받은 한수와 마등이 진서장군과 정서장군의 직책을 약속받았기 때문이라고 하고 있다.
훗날 마초와 함께 조조와 싸울 때, 마초가 자기를 의심하자 한수는 조조에게 귀부하고 부하 장수들과 함께 마초를 죽일 것을 논의했으나, 이를 알아차린 마초에 의해 왼팔을 잘렸다. 조조는 한수를 서량후(西涼侯)에 임명했다.
또한, 211년에 40세라고 기술되어 있어, 생년이 172년으로 설정되어 있다.

## 한수를 섬긴 사람들
- 염행
- 성공영
- 후선
- 정은
- 이감
- 장횡
- 양흥
- 성의
- 마완
- 양추

## 같이 보기
- 삼국지 인물 목록
- 진수 (서진)
- 배송지
- 사마광